# Riverside (motorfiets)

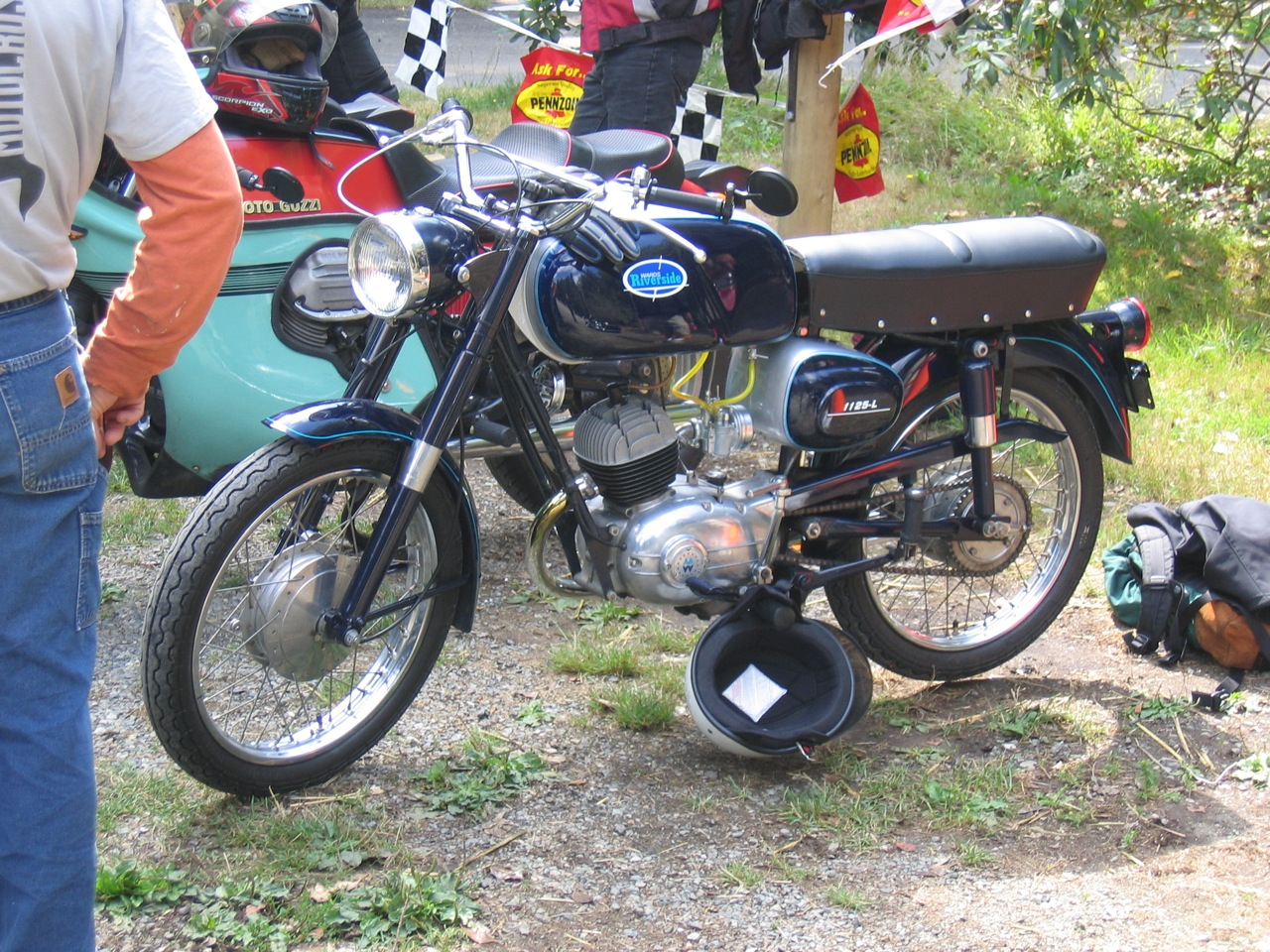
Deze Ward Riverside 125 was feitelijk een Benelli Cobra 125

Riverside (ook wel: Ward Riverside) is een historisch merk van scooters.
Het Amerikaanse postorderbedrijf Montgomery Ward verkocht vanaf 1959 Mitsubishi Silver Pigeon-scooters onder deze merknaam. In 1965 stopte Ward hiermee en een restpartij werd verkocht door Postorderbedrijf Siegel (zie badge-engineering). Het bedrijf Montgomery Ward verkocht ook motorfietsen van andere merken onder eigen naam: In de jaren vijftig waren dat machines van Motobécane, in de jaren zestig van Benelli en Vespa.